# Campionato europeo maschile di pallacanestro 1937
Il 2º Campionato Europeo Maschile di Pallacanestro FIBA (noto anche come FIBA EuroBasket 1937) si è svolto tra il 2 e il 7 maggio 1937 a Riga, in Lettonia.
I Campionati europei maschili di pallacanestro sono una manifestazione biennale tra le squadre nazionali organizzata dalla FIBA Europe.

## Sede delle partite
| Città | Impianto            | Capienza |
| ----- | ------------------- | -------- |
| Riga  | Palazzo dello Sport | -        |

## Squadre partecipanti
Le prime due di ogni girone si qualificarono automaticamente alle semifinali.
| Girone A - Egitto - Estonia - Italia - Lituania | Girone B - Cecoslovacchia - Francia - Lettonia - Polonia |

## Gironi di qualificazione

### Gruppo A
| Squadra     | P | V-P | PF-PS | +/- |
| ----------- | - | --- | ----- | --- |
| 1. Lituania | 6 | 3-0 | 63-42 | +21 |
| 2. Italia   | 5 | 2-1 | 52-42 | +10 |
| 3. Estonia  | 4 | 1-2 | 79-65 | +14 |
| 4. Egitto   | 3 | 0-3 | 22-67 | -45 |

### Gruppo B
| Squadra           | P | V-P | PF-PS | Dif |
| ----------------- | - | --- | ----- | --- |
| 1. Polonia        | 5 | 2-1 | 84-73 | +11 |
| 2. Francia        | 5 | 2-1 | 75-69 | +6  |
| 3. Lettonia       | 5 | 2-1 | 95-63 | +32 |
| 4. Cecoslovacchia | 2 | 0-3 | 49-98 | -49 |

## Torneo finale

### Primo - quarto posto
|  | Semifinali | Semifinali | Semifinali |        |          | Primo posto | Primo posto | Primo posto |  |
|  |            |            |            |        |          |             |             |             |  |
|  | Italia     | Italia     | 36         |        |          |             |             |             |  |
|  | Italia     | Italia     | 36         |        |          |             |             |             |  |
|  | Francia    | Francia    | 32         |        |          |             |             |             |  |
|  | Francia    | Francia    | 32         |        | Lituania | Lituania    | 24          |             |  |
|  |            |            |            |        | Lituania | Lituania    | 24          |             |  |
|  |            |            | Italia     | Italia | 23       |             |             |             |  |
|  | Lituania   | Lituania   | Italia     | Italia | 23       | 31          |             |             |  |
|  | Lituania   | Lituania   |            |        |          | 31          |             |             |  |
|  | Polonia    | Polonia    | 25         |        |          | Terzo Posto | Terzo Posto | Terzo Posto |  |
|  | Polonia    | Polonia    | 25         |        |          |             |             |             |  |
|  |            |            |            |        |          |             |             |             |  |
|  |            |            |            |        |          | Francia     | Francia     | 27          |  |
|  |            |            |            |        |          | Francia     | Francia     | 27          |  |
|  |            |            |            |        |          | Polonia     | Polonia     | 24          |  |

### Quinto - ottavo posto
|  | Semifinali     | Semifinali     | Semifinali |          |         | Quinto posto   | Quinto posto   | Quinto posto  |  |
|  |                |                |            |          |         |                |                |               |  |
|  | Estonia        | Estonia        | 30         |          |         |                |                |               |  |
|  | Estonia        | Estonia        | 30         |          |         |                |                |               |  |
|  | Cecoslovacchia | Cecoslovacchia | 20         |          |         |                |                |               |  |
|  | Cecoslovacchia | Cecoslovacchia | 20         |          | Estonia | Estonia        | 41             |               |  |
|  |                |                |            |          | Estonia | Estonia        | 41             |               |  |
|  |                |                | Lettonia   | Lettonia | 19      |                |                |               |  |
|  | Lettonia       | Lettonia       | Lettonia   | Lettonia | 19      | 2              |                |               |  |
|  | Lettonia       | Lettonia       |            |          |         | 2              |                |               |  |
|  | Egitto         | Egitto         | 0          |          |         | Settimo Posto  | Settimo Posto  | Settimo Posto |  |
|  | Egitto         | Egitto         | 0          |          |         |                |                |               |  |
|  |                |                |            |          |         |                |                |               |  |
|  |                |                |            |          |         | Cecoslovacchia | Cecoslovacchia | 2             |  |
|  |                |                |            |          |         | Cecoslovacchia | Cecoslovacchia | 2             |  |
|  |                |                |            |          |         | Egitto         | Egitto         | 0             |  |

## Classifica Finale
| Campione d'Europa | Campione d'Europa | Campione d'Europa | Campione d'Europa |
| --- | ----------------- | --- | ----------------- |
| LituaniaAndrulis, Baltrūnas, Kepalas, Krause, Mažeika, Nikolskis, Petrauskas, Puzinauskas, Šačkus, Talzūnas, Žukas, Daukša, All. Phil Krause |                   | |                   |
| Argento | Italia            | Italia4 Franceschini, 5 Bessi, 6 Dondi, 7 Giassetti, 8 Marinelli, 9 Marinone, 10 Paganella, 11 Pasquini, 12 Pelliccia, 13 Varisco, All. Decio Scuri, Vittorio Ugolini |                   |
| Bronzo | Francia           | FranciaBoël, Cohu, Étienne, Flouret, Hell, Leclère, Lesmayoux, Prudhomme, Ronner, Vérot, All. Henri Kretzschmar                                                       |                   |
| 4. | Polonia           | PoloniaCzajczyk, Gendera, Grzechowiak, Kasprzak, Patrzykont, Pluciński, Resich, Różycki, Stok, Śmigielski, All. Walenty Kłyszejko                                     |                   |
| 5. | Estonia           | Estonia4 Veskila, 5 Erikson, 6 Mahl, 7 Kärk, 8 Keres, 9 Illi, 10 Zimmermann, 11 Suurna, 12 Viksten, All. Herbert Niiler                                               |                   |
| 6. | Lettonia          | LettoniaAndersons, Anufrijevs, Grundmanis, Jansons, Jurciņš, Krisons, Martinsons, Melderis, Raudziņš, Šmits, All. Ādolfs Grasis                                       |                   |
| 7. | Cecoslovacchia    | Cecoslovacchia3 Bartoníček, 4 Dvořáček, 5 Klíma, 6 Kozák, 7 Labohý, 8 Prokop, 9 Schöller, 10 Štorkán, All. František Marek                                            |                   |
| 8. | Egitto            | EgittoWahby, Nosseir, Tadros, Harari, el-Sayed, Jarhi, Mizrahi, Shafshaq, Cattani, All. Badrig Benson                                                                 |                   |

## Premi individuali
- MVP del torneo:  Pranas Talzūnas

## Galleria d'immagini

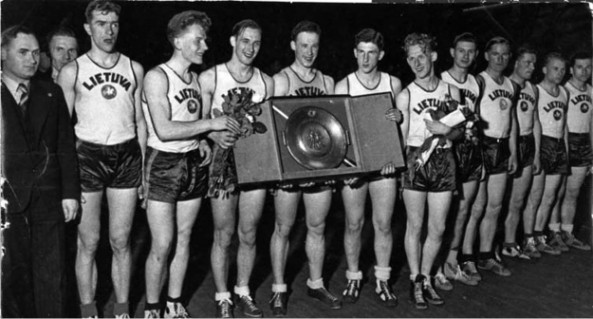
La Lituania Campione d'Europa
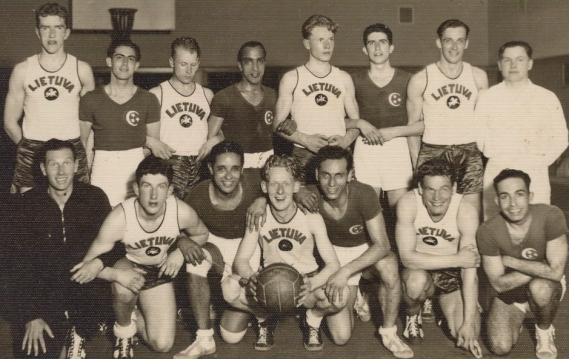
Le squadre di Egitto e Lituania
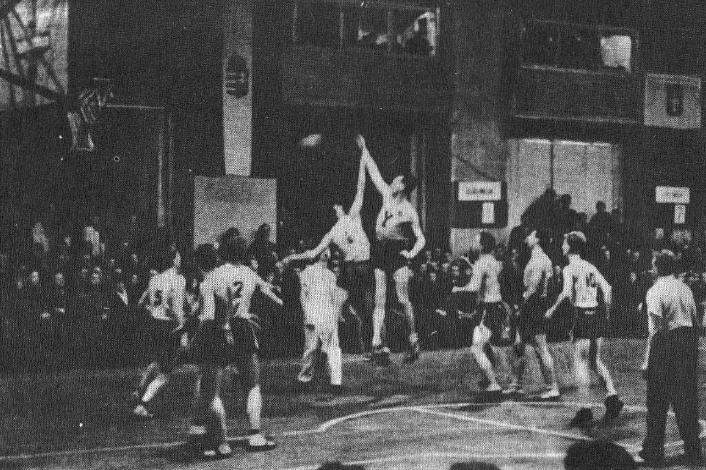
Fase di gioco di Lituania-Estonia